# Proteuxoa adelphodes
Proteuxoa adelphodes là một loài bướm đêm thuộc họ Noctuidae. Nó được tìm thấy ở New South Wales và Nam Úc.